# Cynometra craibii
Cynometra craibii är en ärtväxtart som beskrevs av François Gagnepain. Cynometra craibii ingår i släktet Cynometra, och familjen ärtväxter. Inga underarter finns listade i Catalogue of Life.